# Nahuel Moreno

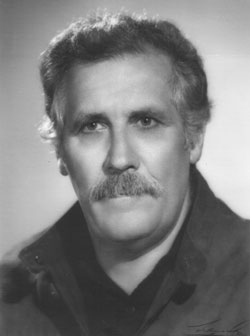
Nahuel Moreno

Nahuel Moreno, właśc. Hugo Miguel Bressano Capacetet (ur. 24 kwietnia 1924, zm. 25 stycznia 1987) – argentyński polityk, trockista.
Moreno rozpoczął działalność w ruchu trockistowskim jeszcze przed II wojną światową, przewodząc razem z Juanem Posadasem argentyńskiej sekcji IV Międzynarodówki. Zwolennik poglądu o koniecznej niezależności partii trockistowskich, popadł w początku lat 50. w ostry konflikt z Michelem Pablo i jego koncepcją entryzmu sui generis. W 1953 r. poparł Socjalistyczną Partię Robotniczą w USA przy tworzeniu alternatywnego ośrodka ruchu trockistowskiego – Międzynarodowego Komitetu, którego został jednym z czołowych działaczy. Oskarżał pablistów o „działalność kontrrewolucyjną” poprzez niezrozumienie prawdziwego znaczenia partii komunistycznych popierających ZSRR i błędne przypisywanie im wartości przywódczej w czasie ewentualnej rewolucji. Zamiast tego postulował tworzenie własnych, nawet niewielkich grup, które, jak argumentował, mogą rozrosnąć się dzięki umiejętnej taktyce.
Moreno udzielił tzw. krytycznego poparcia peronizmowi, a jego grupa, która przybrała nazwę Palabra Obrera, przeformowała się następnie w Socjalistyczną Partię Robotników Argentyny (PST), która zdołała zyskać istotne poparcie masowe. W 1963 r. Moreno zdecydował się na powrót do zjednoczonej Międzynarodówki. W tym samym czasie zerwał współpracę ze Juanem Posadasem, stając się jednym z największych autorytetów dla trockistów latynoamerykańskich i liderem Zjednoczonego Sekretariatu na tym kontynencie. W swojej pracy zdecydowanie przeciwstawiał się nowym kierunkom pojawiającym się w Międzynarodówce, stawiającym nacisk na działalność partyzancką oraz aktywność w ruchach ekologicznych.
Moreno, nie mogąc na tle tych ostatnich kwestii dogadać się z resztą kierownictwa Międzynarodówki, stworzył razem z amerykańską SWP Fakcję Leninistów-Trockistów, która uległa kolejnemu rozpadowi; Moreno stworzył w jej obrębie Fakcję Bolszewicką. Nawoływała ona do powrotu do bolszewickich doświadczeń i metod działania, z ominięciem całego dorobku rewolucji i powstań w Ameryce Południowej, a w szczególności do odcięcia się od poparcia dla ruchów partyzanckich. Mimo tego jego organizacja utrzymywała do 1979 r. poparcie dla IV Międzynarodówki, które wycofała, gdy ta pozytywnie wypowiedziała się o ruchu sandinistów. Jeszcze bardziej krótkotrwały był sojusz z grupą Pierre'a Lamberta. W 1981 r. zwolennicy Moreno zawiązali Międzynarodową Ligę Robotniczą (LIT), która działa przede wszystkim na terenie Argentyny i Brazylii, pozytywnie wypowiada się też o działalności Hugo Cháveza.
O ile działalność polityczna Moreno jest przedmiotem kontrowersji na lewicy (uważa się go często za sekciarza i człowieka niezdolnego do adaptacji marksizmu do panujących warunków), o tyle wysoko cenione są jego prace teoretyczne, powstałe w ostatnich latach życia, poświęconego Programowi przejściowemu oraz rewolucji goździków w Portugalii.